# Mouvement anti-austérité en Grèce

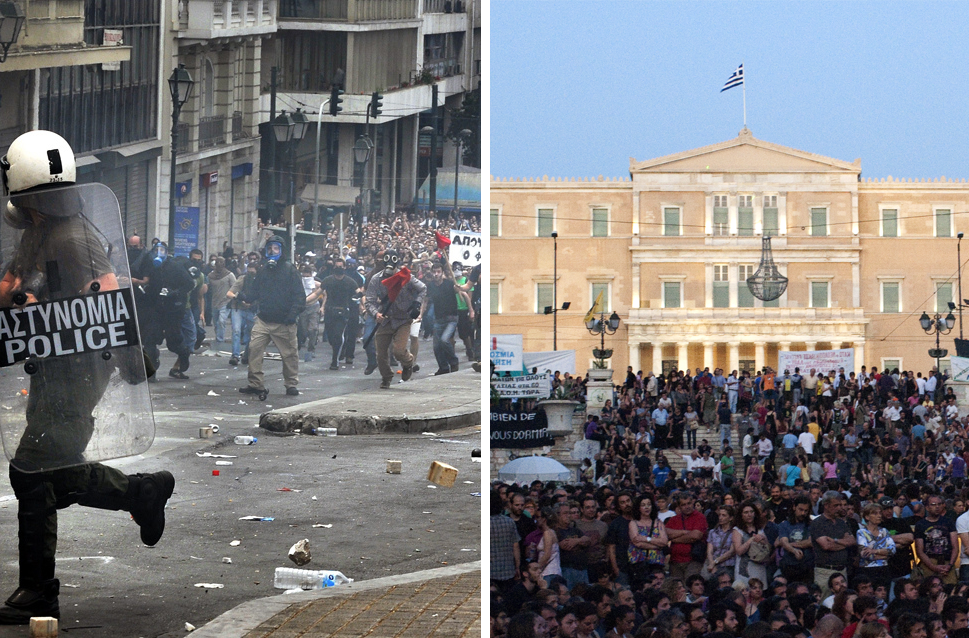
Un policier s'éloigne de manifestants lui lançant des pierres. Des manifestants se tiennent paisiblement devant le parlement de la Grèce.

Le mouvement anti-austérité en Grèce commence le 5 mai 2010 à la suite de l'application de mesures d'austérité. Le gouvernement de la Grèce cherche ainsi à répondre aux exigences de l'Union européenne, cette dernière ayant promis une aide s'élevant à 110 milliards d'euros pour mettre fin à la crise de la dette publique grecque. Le mouvement se caractérise entre autres par des manifestations et des grèves générales pour marquer l'opposition aux hausses d'impôts et de taxes, ainsi qu'à la réduction des dépenses publiques. 
Le 25 mai 2011, des manifestants forment le Κίνημα Αγανακτισμένων Πολιτών, que l'on peut traduire par « Mouvement des citoyens indignés », lequel organise des manifestations dans les grandes villes de la Grèce. Cette seconde vague de manifestations présente des caractéristiques inconnues jusqu'alors, : elles ne sont pas politiquement partisanes et sont menées de façon pacifique. Cependant, des manifestations ultérieures seront le théâtre de violences, particulièrement à Athènes,,,. S'inspirant des protestations contre l'austérité en Espagne, elles sont organisées en utilisant exclusivement les réseaux sociaux. 
Le 29 juin 2011 est marqué par des conflits violents entre la police anti-émeute et des manifestants alors que le gouvernement de la Grèce vote en faveur des mesures d'austérité exigées par l'Union européenne. Des médias internationaux, tels The Guardian, CNN et The New York Times, et Amnesty International rapportent des brutalités policières,, ,,,,. Le procureur d'Athènes autorise des enquêtes à la suite d'accusations d'usage excessif de gaz lacrymogène, tout comme de l'usage de substances chimiques carcinogènes.
Les manifestations et les sit-in se terminent officiellement le 7 août 2011 lorsque la police interdit aux manifestants d'occuper le square de la Tour blanche à Thessalonique.